# Sint-Katelijne-Waver
Sint-Katelijne-Waver é um município da Bélgica localizado no distrito de Mechelen, província de Antuérpia, região da Flandres.